# 抱負
| ウィキペディアには「抱負」という見出しの百科事典記事はありません（タイトルに「抱負」を含むページの一覧/「抱負」で始まるページの一覧）。 代わりにウィクショナリーのページ「抱負」が役に立つかもしれません。 |